# Don Hankey
Don Robert Hankey (Los Angeles, 13 giugno 1943) è un imprenditore statunitense, miliardario grazie alla finanza e fondatore del Gruppo Hankey, una società che concede prestiti ad alti interessi in vari settori. È stato chiamato "l'uomo dei pronti contro termine" e "il re dei prestiti automobilistici subprime".
Secondo Forbes, nell'aprile 2024 il suo patrimonio era stimato in 7,4 miliardi di dollari.

## Biografia
Don Robert Hankey è nato il 13 giugno 1943 a Los Angeles, California, figlio di un concessionario di automobili di Los Angeles. Ha una laurea presso l'Università della California del Sud.

## Carriera
Hankey rilevò la concessionaria Ford di suo padre nel 1972 e fondò l'Hankey Group, la cui attività principale era data da "Westlake Financial Services", una società che concede prestiti subprime per auto ad alti interessi. 
Nell'ottobre del 2015, il Consumer Financial Protection Bureau ha ordinato a Westlake Financial di fornire 44,1 milioni di dollari in aiuti ai consumatori per aver effettuato pratiche illegali di recupero crediti. Westlake Financial e la sua affiliata "Wilshire Consumer Credit" hanno ingannato i mutuatari facendo loro credere di essere stati chiamati da società di recupero, da altre terze parti o persino dalla famiglia e dagli amici dei mutuatari. L'Ufficio di presidenza ha inoltre riscontrato che le società hanno divulgato illegalmente informazioni sui debiti dei mutuatari a datori di lavoro, familiari e amici. Le società inoltre non hanno divulgato il tasso percentuale annuo su alcuni prestiti come richiesto dalla legge. In alcuni casi, le società hanno modificato le scadenze o esteso i termini dei prestiti senza il permesso dei mutuatari, provocando la maturazione di maggiori interessi e informando i consumatori che le proroghe avrebbero avuto un effetto positivo. Queste pratiche violavano il "Fair Debt Collection Practices Act", il "Truth in Lending Act" e il "Dodd-Frank Wall Street Reform and Consumer Financial Protection Act".
Don Hankey ha effettuato donazioni al Comitato nazionale repubblicano: una donazione di 33.400 dollari nell'agosto del 2016 mentre era presidente ad interim di NOWCOM e una donazione di 1.590 dollari al Partito repubblicano del Wyoming PAC durante lo stesso mese. 

Hankey è anche un investitore immobiliare nel centro di Los Angeles. Ha prestato a Nile Niami 82,5 milioni di dollari per la costruzione di The One nel 2018.
Nell'agosto 2022 Westlake Financial è stata giudicata colpevole di aver rubato $ 9,366.976,37 dollari a vittime anziane in uno schema Ponzi orchestrato dall'allora consulente per gli investimenti di Westlake, Raymond A. Erker. Nel settembre del 2022, Westlake Financial ha accettato di pagare più di $ 225.000 dollari per risolvere le accuse di aver violato il "Servicemembers Civil Relief Act" (SCRA) non fornendo ai membri del servizio qualificati benefici sul tasso di interesse per l'intero periodo richiesto dallo SCRA e da ritardare impropriamente l'approvazione delle richieste di riduzione del tasso di interesse.
Hankey è il maggiore azionista individuale di Axos Financial, la società che ha rifinanziato i mutui dell'ex presidente degli Stati Uniti Donald Trump sulla Trump Tower a New York City e sulla Trump National Doral a Miami nel 2022. Possiede il Knight Insurance Group ed è presidente della Knight Specialty Insurance Company, che ha emesso nell'aprile 2024 un'obbligazione da 175 milioni di dollari a nome di Donald Trump per sospendere l'esecuzione di una sentenza da 464 milioni di dollari contro di lui mentre faceva appello in un caso di frode civile.

## Vita privata
Hankey è sposato con Debbie, la coppia ha quattro figli e vive a Malibu, in California.